# Gerhard Honig
Gerhard Honig (* 3. Mai 1928 in Berlin; † 28. Februar 2022 ebenda) war ein deutscher Musikredakteur, Komponist, Arrangeur und Orchesterleiter.

## Leben
Gerhard Honig absolvierte die Studiengänge Musik und später Pädagogik. Bereits 1951 wurde ein von seiner Ehefrau Ursula Upmeier textiertes Lied veröffentlicht. In Leipzig betreute er zeitweise die Sendung “Schlagerrevue”. In Berlin war er von 1955 bis 1959 als Musikredakteur des Deutschlandsenders tätig. 1958 erfolgte die Gründung des Orchesters Gerhard Honig. Zahlreiche Aufnahmen mit Werken junger DDR-Komponisten wurden für den Funk und für Amiga eingespielt.
Viele seiner Lieder schrieb er mit Ursula Upmeier. Auch mit Helmut Kießling arbeitete er sehr eng zusammen. Beim Fernsehen betreute er die Sendung “Oberhofer Bauernmarkt” musikalisch und schrieb auch viele Lieder für diese Sendung. Zahlreiche Titel von Gerhard Honig wurden bei Amiga veröffentlicht und sind im Druck bei Harth Musik Verlag Leipzig/Berlin und bei Lied der Zeit Musikverlag Berlin erschienen. Er komponierte auch unter dem Pseudonym Toni Eschweiler.
Gerhard Honig schrieb die Musicals Für fünf Groschen Urlaub (Text Ursula Damm-Wendler und Horst Ulrich Wendler) und Heinrich der Sexte (Text von Chris Hornbogen).

## Werke
- Bienen-Dixie
- Du liebe kleine Möwe (Helmut Kießling)
- Wenn der Wind weht (Johannes Kretzschmar)
- Wünsche, die im Herzen wohnen (Helmut Kießling)
- Rosa Mandelblüten (Ursula Upmeier)
- Verliebt und geliebt sein (Helmut Kießling)
- Es müssen nicht immer rote Rosen sein (Ursula Upmeier)
- O Michael (Ursula Upmeier)
- Aber ein Herz (Fred Gertz)
- Warum in die Ferne schweifen (Helmut Kießling)
- Liebe mich (Ursula Upmeier)
- Regen stört uns nicht (Ursula Upmeier) u. a.
- Wir lachen mit der Sonne (Ursula Upmeier)